# Émile Chambon
Pour les articles homonymes, voir Chambon.
 (octobre 2019).
Émile François Chambon, né le 10 janvier 1905 à Genève et mort le 28 octobre 1993 à Collonge-Bellerive, est un artiste peintre, graveur et dessinateur suisse.

## Biographie

### Les années de jeunesse (1905-1928)
Émile est le fils  d’Émile-Joseph Chambon et de Joséphine née Coppier. Trois ans après Émile, sa mère met au monde une fille, Julia Mathilde Chambon, qui, sa vie durant, assistera son frère.
À l’automne 1921, il entre à l’École des beaux-arts de Genève, non sans peine car la direction de l’école considère que sa famille n’est pas suffisamment aisée pour lui permettre d’embrasser une carrière d’artiste. Une première bourse fédérale d'études lui est attribuée en 1921 et lui permet d’effectuer un séjour à Paris où il se rend avec son père. Ce voyage lui permet de se familiariser avec les peintres cubistes.
Entre 1925 à 1928, il travaille auprès du peintre Jean-Louis Gampert, ami de Roger de La Fresnaye ; il l’assiste dans son atelier, mais également pour la réalisation des décors de l’église de Corsier (Genève, Suisse).

### L’accomplissement (1928-1950)
En 1928 une seconde bourse d'études fédérale lui est attribuée, ce qui permet au jeune Carougeois d’effectuer un second séjour à Paris ; il y reste environ dix semaines, partant alors à la découverte du Musée du Louvre où il réalise de nombreuses copies. Mais son séjour se termine plus rapidement qu’il ne l’avait prévu, ses finances étant au plus mal  ; il laisse alors derrière lui ses amis les peintres Edmond Chauvet et Jean Van Berchem, avec lesquels il était parti, et rentre à Genève. 
Dans les années 1930, il devient membre de la section beaux-arts du mouvement nationaliste de l'Union Nationale.
En février 1931 intervient, dans la continuité de « Raison d’être », la création du mouvement « Présence », qui se veut un « groupe d’action, d’art et de philosophie » ; Chambon collabore à la revue publiée par le groupe que dirigent alors Gilbert Trolliet et Jean Descoullayes. Dans le cadre de la revue, toujours, il se rapproche un peu plus du poète Henri Ferrare qui l’introduira auprès de l’homme de lettres Max Jacob à Paris. Ferrare soutient Chambon avec conviction et figure parmi ses premiers admirateurs inconditionnels. 
La fin des années 1930 marque une progression remarquable dans la production de toiles d’Émile Chambon, ce dernier allant quasiment jusqu’à la doubler par rapport au début de la décennie, et cette cadence ne s’essoufflera pas avant la fin des années 1960.

### La maturité (1950-1979)
Dès le début des années 1950, l’œuvre du peintre connaît un écho de plus en plus retentissant en Suisse ; il est présent dans un nombre considérable d’expositions collectives pour la plupart en Suisse alémanique et portant le plus souvent sur une thématique bien précise. Le nom de Chambon commence également à apparaître aux cimaises de galeries étrangères de manière ponctuelle, essentiellement à Paris où il expose à trois reprises au Salon de l’art libre au Palais de Tokyo. 
La publication d’une première monographie sur Chambon, en décembre 1957, par Édouard Muller-Moor aux éditions Cailler, parue dans la collection « Peintres et sculpteurs d’hier et d’aujourd’hui », contribue à asseoir encore plus amplement sa réputation d’artiste. 
En 1961 il fait la connaissance à Genève, par le biais d’un de leurs amis communs Jean-Louis Mathieu, de l’écrivain Louise de Vilmorin qui tout de suite admire le travail de l’artiste et se prend d’amitié pour lui. Le 10 mai 1962, se tient à Paris le vernissage d’une grande exposition Chambon à la galerie Motte à l’instigation de Louise de Vilmorin. C’est à elle que l’on doit d’ailleurs une préface élogieuse dans le catalogue de présentation des œuvres.
L’année 1965 consacre le peintre et sa collection puisqu’il participe à l’exposition « Künstler, Sammler » au Aargauer Kunsthaus, ainsi qu’à une nouvelle présentation collective d’œuvres d’artistes suisses intitulée « Pittura contemporanea svizzera » à la villa Olmo sur les rives du lac de Côme. 
En 1966, une dernière grande rétrospective est organisée au musée Rath. Ses toiles – mises en regard de ses collections - font à nouveau l’unanimité et les critiques d’art louent la continuité dans son style, qualifié de raffiné et de distingué de par la subtilité de sa palette. 
En janvier 1969 Louise de Vilmorin séjourne à nouveau à Genève ; les Chambon sont une nouvelle fois reçus en sa compagnie à Collonge-Bellerive chez le prince Sadruddin Aga Khan. Ce sera l’une des dernières rencontres avec l’écrivain qui décédera en décembre de la même année.
À partir de 1977 la production de toiles de Chambon diminue et il se consacre alors essentiellement au dessin. Il connaît en outre quelques problèmes de santé et n’est pas en mesure, à son plus grand regret, d’assister au vernissage de la grande rétrospective Gustave Courbet organisée dès juillet au Musée d’Ornans à l’occasion du centième anniversaire de la mort du peintre. Deux mois plus tard toutefois, c’est avec sa sœur qu’il s’y rend et profite, au retour, de visiter les salines royales d’Arc-et-Senans.

### Vers la postérité (1979-1993)
Dans les dernières années de sa vie, Chambon songe essentiellement à la pérennisation de son œuvre. En février 1980 il rencontre le directeur du futur musée de Carouge, en vue d’une donation qu’il souhaite faire à ce dernier. Deux ans plus tard le peintre fait don au musée de huit grands tableaux. Dans l’intervalle, en octobre 1981, il cède une importante partie de ses collections — près de huit cents pièces d’art africain et océanien — au Musée d'ethnographie de Genève. 
En novembre 1983 la municipalité et Chambon lui-même mettent en place les modalités de transport des objets d’art ; les choses peinent toutefois à se mettre en place, ce qui agace l’artiste à qui l’on promet depuis plus de deux ans l’installation de la salle consacrée à son œuvre. Un arrangement est toutefois trouvé, en mars 1984, grâce à l’intervention de l’historien de l’art Jean-Marie Marquis. Émile Chambon travaille également à la publication d’un livre, sous l’œil attentif de ce dernier, dans lequel il souhaite illustrer quelques-unes des œuvres parmi les plus représentatives de sa carrière et entreprend d’en faire réaliser des clichés. L’ouvrage voit le jour en 1984 sur les presses des éditions Skira.
Une importante donation de sa part permet l'ouverture en 1984 du musée de Carouge.
Le galeriste parisien Alain Blondel rend visite à Chambon dans son atelier et tient à faire une nouvelle exposition qui se tiendra l’année suivante, en mai 1985. Il peint alors assez peu mais consacre beaucoup de temps aux expertises de toiles de Gustave Courbet dont il a la charge. 
En dépit de l’exposition Chambon vernie trois ans plus tôt au musée de Carouge, l’artiste reste amer et menace à nouveau de reprendre sa liberté quant à sa donation, le pacte successoral arrivant à échéance en automne 1987. Il faudra compter sur l’entremise de Jean-Paul Santoni et de Jean-Marie Marquis pour apaiser l’artiste et faire en sorte qu’il laisse au musée ne serait-ce que les œuvres accrochées lors de l’exposition inaugurale. La création avortée du « Musée Chambon » restera à jamais la grande déception du peintre.
La Fondation Émile Chambon voit officiellement le jour, le 4 septembre 1995, deux ans après le décès d’Emile Chambon.

## Sélection d'œuvres
- La Blouse blanche, 1926, Musée d'art et d'histoire de Fribourg
- Le Peintre et son modèle, 1934, Musée d'art et d'histoire de Fribourg
- Prise du drapeau du « Front national » par la police de Léon Nicole, le 1er juin 1935, 1935, Musée d'art et d'histoire de Genève
- L'Enterrement de première classe, 1938, Kunsthaus de Zurich
- Femme à la toilette (Orientale), 1941, musée d'art et d'histoire de Neuchâtel
- L’Eau, le Gaz et l’Électricité, 1943, Services industriels de Genève, usine de Verbois (Genève)
- La Maison du pasteur, 1945, Musée d'art et d'histoire de Genève
- La Charité, 1946, Vitromusée, Romont
- La Cheminée, 1948-1964, musée cantonal des beaux-arts de Lausanne
- Le Salon de Cologny, 1948-1964, musée d'art et d'histoire de Genève
- Jeune fille au narcisse, 1949, musée des beaux-arts de Winterthour
- Conversation (le couple), 1950, Primavera Gallery, New York
- Le Cauchemar, 1950, Primavera Gallery, New York
- Hommage à Courbet, 1952, musée des beaux-arts d'Argovie, Aarau
- L’Indiscret, 1956, Primavera Gallery, New York
- La Justice, 1957, tapisserie réalisée d’après un carton d’Emile Chambon, Fonds cantonal d’art contemporain, Genève
- Jeune fille aux mouettes (Marina Doria), 1957-1961, Musée de Carouge
- Harpe du Soudan, 1960, musée des beaux-arts d'Argovie, Aarau
- Pygmalion, 1961, Musée d'art et d'histoire de Genève
- Les Cannibales, 1962, couverture de l'ouvrage éponyme de Jacques Aeschlimann publié aux Editions Connaître
- Psyché et l’Amour, 1962, Musée d'art et d'histoire de Genève
- Jeune fille aux pensées, 1966, Fonds cantonal d'art contemporain, Genève

## Annexes

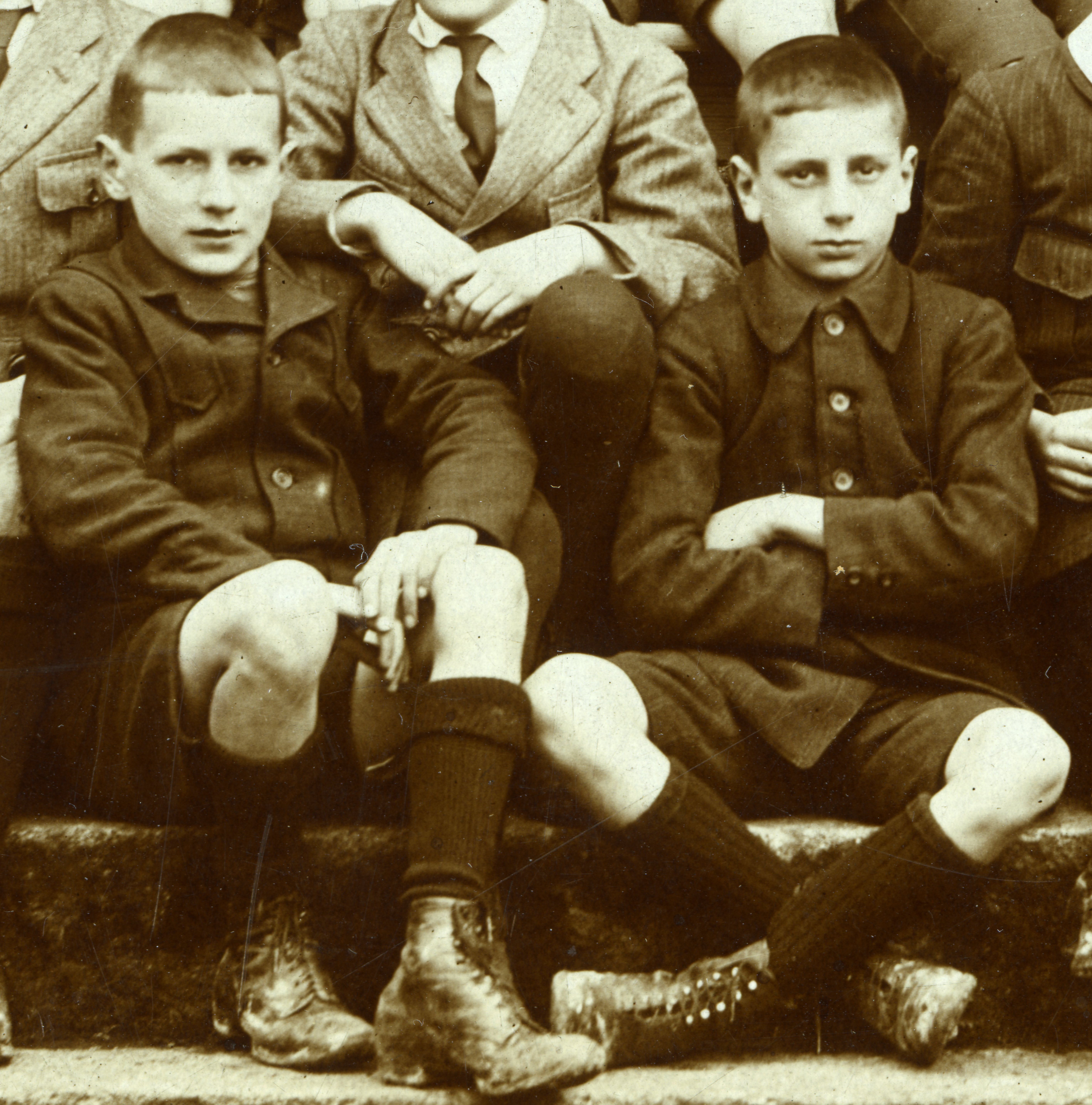
Émile Chambon et Henri Ferrare au Collège de Genève en 1918